# Ludvík Podéšt
 (juillet 2025).
La mise en forme du texte ne suit pas les recommandations de Wikipédia : il faut le « wikifier ».
Les points d'amélioration suivants sont les cas les plus fréquents. Le détail des points à revoir est peut-être précisé sur la page de discussion.
- Les titres sont pré-formatés par le logiciel. Ils ne sont ni en capitales, ni en gras.
- Le texte ne doit pas être écrit en capitales (les noms de famille non plus), ni en gras, ni en italique, ni en « petit »…
- Le gras n'est utilisé que pour surligner le titre de l'article dans l'introduction, une seule fois.
- L'italique est rarement utilisé : mots en langue étrangère, titres d'œuvres, noms de bateaux, etc.
- Les citations ne sont pas en italique mais en corps de texte normal. Elles sont entourées par des guillemets français : « et ».
- Les listes à puces sont à éviter, des paragraphes rédigés étant largement préférés. Les tableaux sont à réserver à la présentation de données structurées (résultats, etc.).
- Les appels de note de bas de page (petits chiffres en exposant, introduits par l'outil «  Source ») sont à placer entre la fin de phrase et le point final[comme ça].
- Les liens internes (vers d'autres articles de Wikipédia) sont à choisir avec parcimonie. Créez des liens vers des articles approfondissant le sujet. Les termes génériques sans rapport avec le sujet sont à éviter, ainsi que les répétitions de liens vers un même terme.
- Les liens externes sont à placer uniquement dans une section « Liens externes », à la fin de l'article. Ces liens sont à choisir avec parcimonie suivant les règles définies. Si un lien sert de source à l'article, son insertion dans le texte est à faire par les notes de bas de page.
- La présentation des références doit suivre les conventions bibliographiques. Il est recommandé d'utiliser les modèles {{Ouvrage}}, {{Chapitre}}, {{Article}}, {{Lien web}} et/ou {{Bibliographie}}. Le mode d'édition visuel peut mettre en forme automatiquement les références.
- Insérer une infobox (cadre d'informations à droite) n'est pas obligatoire pour parachever la mise en page.

Pour une aide détaillée, merci de consulter Aide:Wikification.
Si vous pensez que ces points ont été résolus, vous pouvez retirer ce bandeau et améliorer la mise en forme d'un autre article.
Ludvík Podéšť, connu aussi sous le pseudonyme Ludvík Binovský, né le 19 décembre 1921 à Dubňany et décédé le 27 février 1968 à Prague est un compositeur, chef d'orchestre, journaliste musical et éditeur tchécoslovaque.

## Biographie et carrière
Podéšť a étudié la composition musicale au Conservatoire de Brno sous la direction de Jaroslav Kvapil à partir de 1941. Il devient chroniqueur musical pour le studio de la radio tchèque à Brno et étudie la musicologie à l'Université Masaryk avec Bohumír Štědroň et Jan Racek. À Brno, il travaille également comme directeur du Radost Youth Choir, pour lequel il a écrit un grand nombre d'œuvres chorales. Dans les années 1953-1956, Podéšť remplace Radim Drejsl (1923-1953) en tant que directeur de l' Ensemble artistique de l'armée Vít Nejedlý (Armádní umělecký soubor Víta Nejedlého) à Prague. En 1958-1961, il est rédacteur en chef d'émissions musicales pour télévision tchécoslovaque. À partir de 1961, il se consacre exclusivement à la composition, travaillant seulement occasionnellement comme indépendant. De 1966 jusqu'à sa mort, Podéšť vit au Maroc avec son épouse, médecin.
Podéšť a composé deux opéras, cinq opérettes, de la musique pour des longs métrages tchèques, de la musique orchestrale, des œuvres vocales et de chambre. Ses premières œuvres classiques ont été influencées par le constructivisme (comme le quatuor à cordes n ° 1, les pièces pour piano Písně smutné paní , le quintette à vent et la sonate pour violoncelle), et plus tard par le folklore et l'œuvre du compositeur morave Leoš Janáček (par exemple le poème symphonique Raymonda Dienová , la rhapsodie pour orchestre Advent et Maminka pour chœur d'enfants et orchestre). Dans les œuvres créées durant ses années au Maroc, Podéšť utilise des éléments de la culture musicale locale et commence à moderniser son langage musical (par exemple Hamada pour orchestre et la partita pour cordes, guitare et percussions).
Son style de composition contient des éléments contradictoires. Il compose de la musique classique ainsi que des chansons populaires faisant la promotion des visions optimistes du régime communiste tchécoslovaque. Après le suicide de Radim Drejsl, il devient l'un des compositeurs tchèques les plus importants de chansons politiquement engagées appelées "budovatelské písně". Il compose également un certain nombre de chansons dans le style populaire et trampská hudba. Ses chansons sont entraînantes, surtout pour leurs mélodies agréables et leur optimisme jovial.

## Œuvres principales

### Œuvres lyriques
- Když se Anička vdávala (Quand Anička s'est marié), Operetta (1950) ; livret de Pantůček et Jiří Štuchal
- Slepice a kostelník, opérette (1951) ;  livret de Jaroslav Zrotal et Pantůček
- Bez cymbálu nejsou hody, opérette (1953) ; livret de Michal Sedloň
- Tři apokryfy, 3 opéras de chambre en un acte d'après des récits des Contes apocryphes de Karel Čapek (1957-1958) ; livret du compositeur
  1. Staré zlaté časy, t. pod názvem O úpadku doby (Les bons vieux jours)
  2. Svatá noc (Sainte Nuit)
  3. Romeo a Julie (Roméo et Juliette)
- Hrátky s čertem (Jouer avec le diable), Opéra-comique en 7 scènes (1957-1960) ; livret du compositeur après la pièce de Jan Drda
- Emílek a dynamit , opérette (1960) ;  livret de Vilém Dubský et Josef Barchánek
- Filmová hvězda (Starde film), opérette (1960) ;  livret de K. M. Walló
- Noci na seně (Une nuit sur le foin), opérette en 3 actes ; livret de Zdeněk Endris et Zdeněk Borovec

### Œuvres orchestrales
- Symfonie (1947-1948)
- Fašaňk, suite pour orchestre (1951)
- Raymonda Dienová, poème symphonique (1950, révisé en 1952)
- Dva moravské tance (2 danses moraves) pour orchestre (1953)
  1. Odzemek
  2. Cigáň
- Čínské jaro (Printemps chinois), Suite du film pour orchestre (1954)
- Avent, rhapsodie pour grand orchestre sur des thèmes de la partition du film après Jarmila Glazarová (1956)
- Suite pour orchestre (1956)
- Siciliana , Variations pour orchestre (1957)
- Azurové moře pour orchestre (1967)
- Hamada, étude monotone pour orchestre (1967)
- Partita pro smyčce, kytaru a bicí pour guitare électrique, percussions et orchestre à cordes (1967)

### Œuvres concertantes
- Hudba ve starém slohu (Musique à l'ancienne) pour piano et orchestre à cordes (1949)
- Concerto n ° 1 pour piano et orchestre (1952, révisé en 1953)
- Concerto "Jarní serenáda" (Sérénade de printemps) pour violon et orchestre (1953)
- Concerto n ° 2 pour piano et orchestre (1958-1959)
- Concertino pour 2 cymbalums et orchestre (1962)
- Concertino pour 2 violoncelles et orchestre de chambre (1965)
- Valčíkové variace pour trompette et orchestre (1965)

### Musique de chambre
- Quatuor à cordes n ° 1 (1942)
- Litanie , quatuor à cordes en 1 mouvement (1944)
- Hojačky pour 2 clarinettes et piano (1945)
- Quintette à vent (1946)
- Sonate pour violon et piano (1947)
- Pět jarních dní (Cinq printemps'), Quatuor à cordes n ° 2 (1948)
- Suite pour alto et piano (1956)
- Sonate pour 2 violoncelles et piano (1957)
- Tři skladby (3 Pièces) pour violon et piano (1958)

### Piano
- Písně smutné paní , 4 fantasmes (1941)
- Sonatine (1945)
- Stesky , cycle de miniatures (1946)
- Suite (1946)
- Sonate (1946)

### Musique vocale
- Gitandžalí pour basse et piano (1942) ;  paroles de I. Hubíková (1942)
- Písně na slova Olgy Scheinpflugové (Chants sur des paroles d' Olga Scheinpflugová ) pour alto et piano (1943)
- Maminčiny písně pour soprano et piano (1943) ;  paroles de Jaroslav Seifert
- Popěvky o vojácích pour soprano, ténor et orchestre (1945) ; paroles du compositeur
- Písně a popěvky pour voix moyenne et ensemble de chambre (1946);  paroles de Vítězslav Nezval (1946)
- Písně z koncentráku pour baryton et orchestre (1946) ;  paroles de Josef Čapek
- Legendy o panně Marii (Légendes de la Vierge Marie) pour alto (1947)
- Měsíce (La Lune), cycle de chansons sur les poèmes de Karel Toman pour soprano et orchestre (1948, révisé 1957-1958)
- Květomluva pour enfant soliste et ensemble de chambre (1948)
- Každodenní malé písně pour voix moyenne et piano (1948) ; paroles du compositeur
- Tiše pour voix et piano (1948-1949) ;  paroles de František Halas
- Moja rodná pour ténor et orchestre (1949) ;  paroles de Ján Kostra
- Domů jedu domovinou svou pour ténor et orchestre (1954) ;  paroles d' Oldřich Mikulášek ;  a remporté le premier prix du Grand Jubilé de 1955 de l'Union tchèque des compositeurs (Velká jubilejní soutěž Svazu českých skladatelů)
- Maminka, chanson pour voix moyenne et piano (1954);  paroles de Jaroslav Seifert
- Písně na staré motivy (Chansons sur des thèmes anciens) pour baryton (ou alto) et orchestre de chambre (1955-1956)
- Divoký chmel, 4 chansons pour baryton et piano (1960)
- Každodenní malé písně', cycle de chant pour voix aiguë et piano (1967-1968)
- Tesknice pour basse, flûte, alto, violoncelle et piano ;  paroles de František Halas

### Musique chorale
- Smrt (Mort), cantate (1942) ;  paroles par Olga Scheinpflugová
- Píseň o rodné zemi pour chœur d'hommes (1946) ;  paroles de Jaroslav Seifert
- Píseň o Stalinu, cantate (1950);  paroles de Stanislav Kostka Neumann
- Píseň o veliké době, cantata (1950-1951) ;  paroles d' Ivan Skála
- Láska za lásku pour chœur mixte et orchestre (1951)
- Veselé město, suite pour chœur mixte et orchestre (1952-1953)
- Láska pěknější, cantate pour soprano, alto, ténor, basse, chœur de femmes et piano (1954-1955) ; paroles de Josef Kainar ;  a remporté le Prix Josef Bohuslav Foerster, deuxième prix du Grand Jubilé de 1955 de l'Union des Compositeurs Tchèque (Velká jubilejní soutěž Svazu českých skladatelů)
- Praha (Prague) pour chœur d'hommes (1955)
- Maminka , chanson pour chœur d'enfants et orchestre (1963) ;  paroles de Jaroslav Seifert
- Nadešel čas pour chœur à l'unisson et piano ;  paroles de Stanislav Kostka Neumann
- Šťastnou cestu pour soliste, chœur et orchestre
- Vojáček modrooký pour soprano, chœur d'hommes et orchestre de chambre avec cymbalum
- Všední den pour chœur à l'unisson;  paroles de T. Pantůček
- Všichni jsme mladí pour chœur mixte et orchestre

### Musique de film
- 1950 : Všední den
- 1952 : Písnička za groš de Rudolf Myzet
- 1952 : Zítra se bude tančit všude de Vladimír Vlček
- 1955 Čínské jarodocumentaire
- 1956 Rudá záře nad Kladnemde Vladimír Vlček
- 1956 Zaostřit, prosím!de Martin Frič
- 1956 Adventde Vladimír Vlček
- 1957 Florenc de Josef Mach
- 1958 Hořká láska de Josef Mach
- 1958 La liberté surveilléede Henri Aisner et Vladimír Vlček
- 1959 Zatoulané dělo de Josef Mach
- 1960 Pán a hvezdár de Dušan Kodaj
- 1961 Florián de Josef Mach
- 1961 Valčík pro miliónde Josef Machgraf Frantiska Filipovského
- 1963 Tři chlapi v chalupě de Josef Mach
- 1968 Objížďka

## Source de traduction
- (en) Cet article est partiellement ou en totalité issu de l’article de Wikipédia en anglais intitulé « Ludvík_Podéšť » (voir la liste des auteurs).